# Минарет мечети Гилейли
Минарет мечети Гилейли (азерб. Gileyli məscidinin minarəsi) — историко-архитектурный памятник XVIII века. Находится в городе Шеки, Азербайджан.
Это историческая мечеть, построенная в XVIII веке, расположена в городе Шеки. Мечеть Гилейли была построена в 1749 году шекинским ханом Гаджи Чалаби ханом. В 1805 году Хаджи Шамседдин-бей построил на месте этой мечети новую мечеть. После этого мечеть стала называться «Мечеть Хаджи Шамседдин бека».
Мечеть была включена в список недвижимых памятников истории и культуры национального значения решением № 132 Кабинета Министров Азербайджанской Республики от 2 августа 2001 года.
7 июля 2019 года «исторический центр Шеки вместе с Ханским дворцом» был включен в Список всемирного наследия ЮНЕСКО. Мечеть Гилейли, расположенная в историческом центре Шеки, также включена в список Всемирного наследия.

## История

### Надпись мечети «Гилек»
Построил эту высокию мечеть ал-Хаджи Челеби, Султан б. Курбан — правитель Шеки, Амир Ширвана в благословенном месяце Аллаха, Рамадане, 1162 года.

Надпись с мечети в 1936 году была найдена А. А. Алескерзаде над родником билиз мечети Гилек… Трехсрочная надпись, сеченная очерком… была прочитана в следующем порядке:
Построил эту высокию мечеть ал-Хаджи Челеби, Султан б. Курбан — правитель Шеки, Амир Ширвана в благословенном месяце Аллаха, Рамадане, 1162 года.

Надпись арабо-тюркоязычная, рельефная, почерк — красивый насх с элементами сулса: 
Построил эту славную мечеть, которая заложена на основании старой мечети для людей, чтобы в ней совершали омовение и молитву, говоря: Слава Аллаху и благословение могущество Его. Ал-Хадж Шамс ад-Дин бек б. ал-Хадж Абд-ар-Рахман и завершенно в месяце раджаб 1220
В начале XX века его надпись была найдена под землей возле мечети Гилейли. Позже надпись была установлена на роднике возле мечети. В 1936 году Алескерзаде сфотографировал эту надпись и написал об этом в журнале.Позднее та же новость и фото несколько раз публиковались в научных изданиях. Дальнейшая судьба надписи неизвестна.
В надписи мечети написано следующее:
Эта славная мечеть была построена султаном Хаджи Челеби ибн Гурбаном, правителем Шеки, эмиром Ширвана, в благословенный месяц Рамадан в 1162 году.
Мечеть Гилейли была построена в 1749 году шекинским ханом Гаджи Челеби ханом. В 1805 году Хаджи Шамседдин-бей построил на месте этой мечети новую мечеть. После этого мечеть стала называться «Мечеть Хаджи Шамседдина Мая».
Со временем кладбище, расположенное рядом с мечетью, было полностью смыто рекой Гурджана. Некоторые надгробия, существовавшие на кладбище, хранятся в различных музеях. Надгробие Хаджи Шамседдин-бека, восстановившего мечеть в 1805 году, хранится в Шекинском историко-географическом музее. Хаджи Шамседдин-бей умер в 1815 году и был похоронен на кладбище рядом с мечетью Гилейли.

### Во время советской власти
При советской власти с религией начали официально бороться с 1928 года. В декабре того же года ЦК Коммунистической партии Азербайджана передал многие мечети, церкви и синагоги клубам для использования в образовательных целях. Если в 1917 году в Азербайджане было 3000 мечетей, то в 1927 году их было 1700, а в 1933 году — 17.
В 30-х годах XX века в здании мечети поселили семью, дом которой пришел в упадок. Мечеть пришла в упадок, потому что долгое время находилась в запустении. Позднее здание было снесено, остался только минарет мечети.

### После обретения независимости
Мечеть была включена в список недвижимых памятников истории и культуры государственного значения решением № 132 Кабинета Министров Азербайджанской Республики от 2 августа 2001 года.
С 2001 года историческая часть города Шеки выбрана кандидатом в Список всемирного наследия ЮНЕСКО. 7 июля 2019 года «исторический центр Шеки вместе с Ханским дворцом» был включен в Список всемирного наследия ЮНЕСКО. Решение было принято на 43-й сессии Комитета всемирного наследия ЮНЕСКО, прошедшей в Бакинском конгресс-центре. Мечеть Гилейли, расположенная в историческом центре Шеки, также включена в список Всемирного наследия.

## Архитектура
Минарет Гилейли, вместе с полуразрушенной мечетью, находится в Кюлехлинском квартале Шеки, на высоте 20-23 метров от берега реки Гурджана, на расстоянии 8-10 метров от скалы. С четырёх сторон окружен каменным забором, двухметровой высоты. В настоящее время минарет взят под охрану государства, как историко-архитектурный памятник. Это первый и самый высокий минарет в районе Шеки — Закатальской зоны Азербайджана.
С запада на восток вдоль северной стороны забора, тянется сохранившаяся часть стены мечети, длиной 27 метров. С южной стороны забора, на небольшой башне, стоит минарет, который полностью построен из жженного кирпича. Высота минарета без башни — 13,5 метров. Суживающийся по мере возвышения, минарет, украшен кирпичной кладкой с рельефными узорами. Завершает минарет балкон с куполом, покрытым железными листами. На широком дворе, между мечетью и минаретом, находится бассейн, в форме геометрической фигуры, двухметровой глубины. Вода в бассейн подается с помощью глиняных труб из реки Гурджана.
Для строительства мечети были выбраны окрестности глубокого оврага на берегу реки в северо-восточной части города Шеки. Мечеть Гилилы близка к архитектуре шекинских жилых домов как по своим планировочным особенностям, так и по решению внутреннего объема – многочисленным нишам в стенах и полихромной обработке поверхности стен.
Потолок здания мечети, имеющий в плане прямоугольную форму размером 6х12 метров, поддерживается четырьмя деревянными колоннами, размещенными в центре здания. Здание мечети выполнено из смеси сырцовых кирпичей и речных камней из смеси глины и соломы. Стены аккуратно оштукатурены снаружи и оштукатурены внутри и украшены красочными картинами. Эти красочные росписи являются главными ценными элементами памятника.
Стены зала были покрыты строительным раствором, на штукатурном слое нанесены геометрические и растительные узоры, а позже эти узоры были раскрашены цветными красками. Поверхность внутренних стен разделена поясами на несколько частей: стены до высоты 1,5 метра от пола оштукатурены глиняно-соломенной смесью и облицованы тонким раствором. Над этими панелями проходит пояс осевых многоступенчатых ниш. Этот пояс наполнен геометрическими и цветочными узорами. Над нишами тонкая лента с растительным узором, а над ней лента с арабским алфавитом. Саламзаде 35 Всю эту композицию завершает бардурный пояс, украшенный геометрическим орнаментом.
В центре юго-восточной стены находится стреловидный михраб, богато украшенный сталактитами, узорами и надписями. По бокам михраба расположены многоступенчатые стреловидные ниши.

### Минарет
До наших дней сохранился только минарет мечети Гилейли. Минарет высотой 13,5 метров до башни расположен на высоте. Горизонтальная опорная стена в мечети увеличивает ее прочность и устойчивость. Часть до конца его подпорной стены сделана из камня, а верхняя часть из обожженного красного кирпича. На подпорной стене было сооружено более двадцати каменных ступеней, чтобы подняться на площадку, предназначенную для муэдзинов и завершающую минарет, а по краю были уложены деревянные доски для защиты от дождя, снега, метели и солнца. Верх покрыт. Есть также небольшие окна для света. В конце лестницы есть арочная дверь для входа в минарет.

## Этимология названия
На официальном сайте Министерства культуры и туризма Азербайджанской Республики минарет проходит под названием «Минарет мечети Гилейли».
Название шекинского квартала Гилейли местное население производит от Гилян, то есть пришедшее из Гиляна.